# Wikipédia en kabyle
Wikipédia en kabyle (en kabyle : Wikipediya kabɩyɛ) est l’édition de Wikipédia en kabyle, langue berbère du Nord parlée en Kabylie en Algérie. L'édition est lancée le 6 mai 2007,,,,. Son code est : kab.
Au 21 mars 2025, l'édition en kabyle contient 6 895 articles et compte 15 011 contributeurs, dont 24 contributeurs actifs et 1 administrateur.
Il s’agit de la première édition de Wikipédia en langue berbère avant Wikipédia en chleuh (tachelhit) lancée  en 2021 et qui compte 5 609 articles.

## Présentation

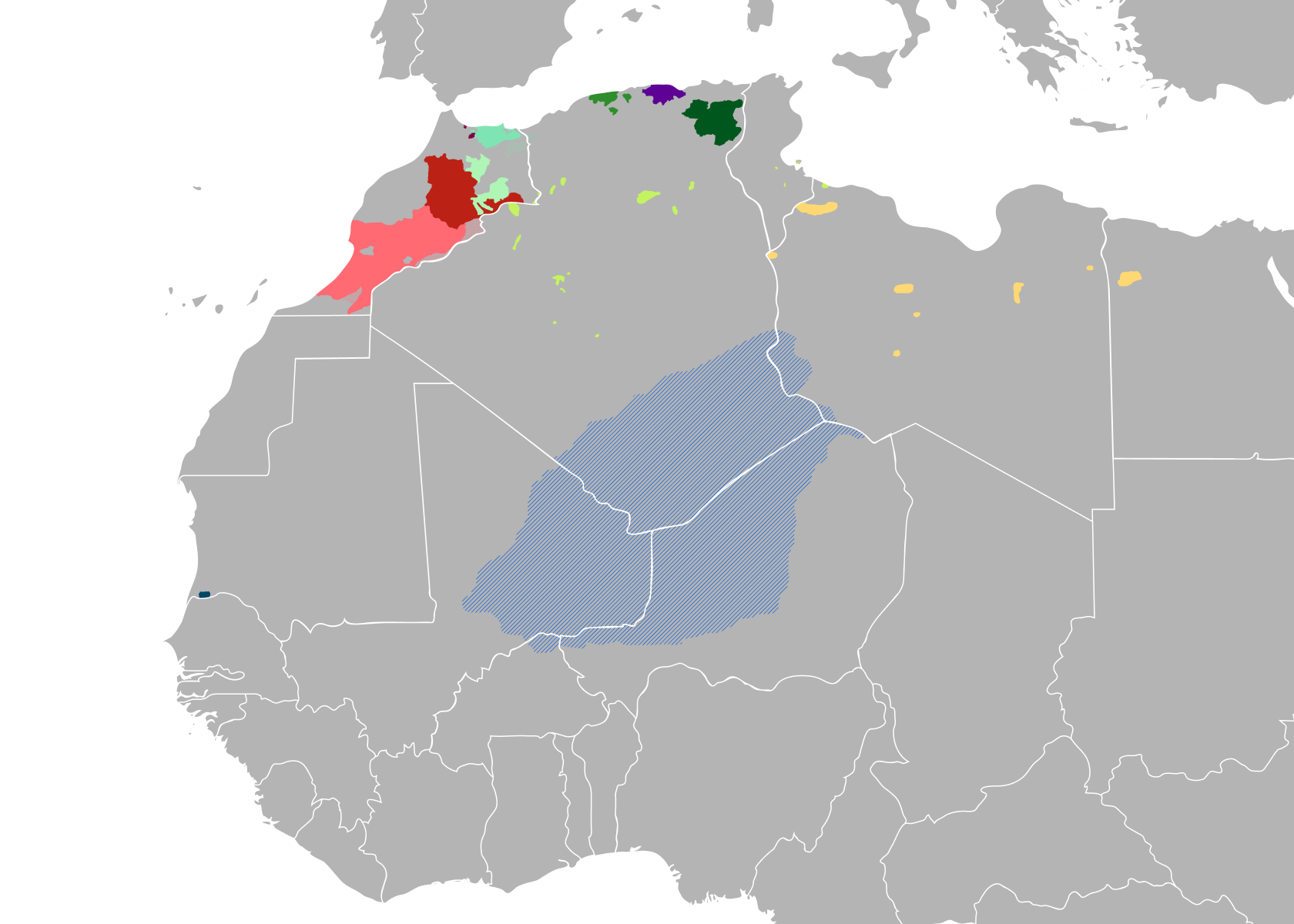
Aire de diffusion des langues berbères (le kabyle est en violet).
Aire de diffusion des langues berbères au Nord-Est de l'Algérie.
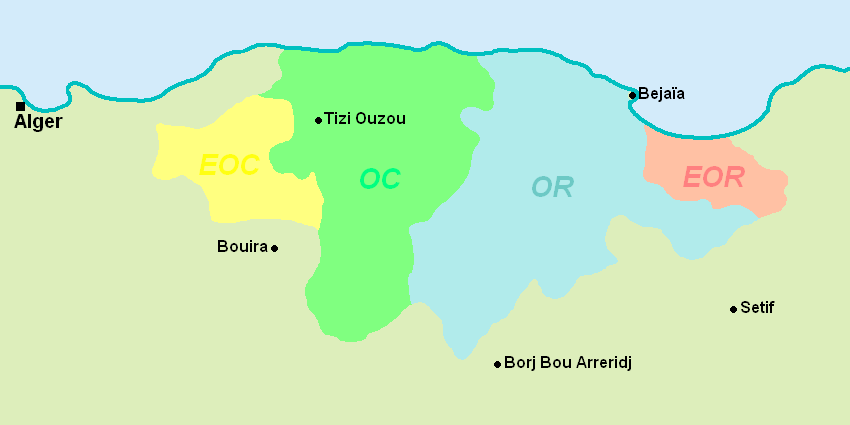
Les dialectes du kabyle.

## Statistiques
- Le 12 mars 2015, l'édition en kabyle compte 2 387 articles et 4 939 utilisateurs enregistrés[6], ce qui en fait la 199e[7] édition linguistique de Wikipédia par le nombre d'articles et la 229e[8] par le nombre d'utilisateurs enregistrés, parmi les 287 éditions linguistiques actives.
- Le 8 octobre 2022, elle contient 6 456 articles et compte 12 161 contributeurs, dont 19 contributeurs actifs et 2 administrateurs.
- Le 20 septembre 2024, elle contient 6 848 articles et compte 14 474 contributeurs, dont 29 contributeurs actifs et 1 administrateur.